# چاتهام-آرک (ایندیاناپلیس)
چاتهام-آرک، ایندیاناپلیس (انگلیسی: Chatham–Arch, Indianapolis) محله‌ای است که در شرق مرکز شهر ایندیاناپلیس در ایالات متحده آمریکا واقع شده‌است. این محله یکی از قدیمی‌ترین محلات در ایندیاناپلیس است که قدمت آن به اواسط قرن ۱۹ برمی‌گردد. بسیاری از خانه‌های تاریخی ایندیاناپلیس در این محله قراردارند.

## مشخصات
منطقه تاریخی چاتهام-آرک، منطقه‌ای است با مساحت ۵/۵۴ هکتار که در سال ۱۹۸۰ در فهرست ثبت ملی مکان‌های تاریخی وارد شد. در سال ۱۹۸۰ تعداد ۱۱۲ ساختمان تحت عنوان اماکن تاریخی در این منطقه وجود داشت. این اماکن تاریخی بین سال‌های ۱۸۳۶ تا ۱۹۳۰ توسعه یافت و در ساختار برخی از آنها از سبک ایتالیایی‌مآب، سبک معماری ملکه آن و معماری نئوگوتیک استفاده شده‌است.
ساختمان‌های قابل توجهی، شامل: کلیسای اسقف آلن متدیست (۱۹۲۷)، خانه کریستین هورن‌برگر (۱۸۸۶)، خانه مری جفرسون (۱۸۸۰–۱۸۷۵)، خانه کشیش ویلیام آرمسترانگ (۱۸۸۱)، خانه جوزف ورنسینگ (۱۸۶۸)، خانه سارا دای (۱۸۹۰)، خانه توماس فیسکس (۱۸۶۵–۱۸۶۶)، ریشلیو (۱۹۰۵)، ساختمان اوت بوشمن (۱۸۹۴)، کلیسای کاتولیک سنت جوزف (۱۸۷۹)، کلیسای پارک آویز (۱۹۰۹)، اولین کلیسای برادران متحد (۱۹۲۲)، محل چاتهام (۱۸۷۸) کشبافی (۱۹۱۱)، والاس بلوک (۱۸۸۰)، و بلوک کناف اسمیت (۱۸۸۶).